# Stubbekøbing
Stubbekøbing – miasto w Danii, w regionie Zelandia, w gminie Guldborgsund, na wyspie Falster.